# Star Wars: Episode I: The Phantom Menace (soundtrack)
Star Wars: Episode I: The Phantom Menace is de soundtrack van de Britse film Star Wars: Episode I: The Phantom Menace. Het album werd gecomponeerd door John Williams en kwam uit in mei 1999, twee weken voor de film.

## Tracklijst
De originele editie bevatte slechts 1 disk.
- uitgegeven op 4 mei 1999.

1. "Star Wars Main Title and The Arrival at Naboo"  – 2:55
2. "Duel of the Fates"  – 4:14
3. "Anakin's Theme"  – 3:05
4. "Jar Jar's Introduction and The Swim to Otoh Gunga"  – 5:07
5. "The Sith Spacecraft and The Droid Battle"  – 2:37
6. "The Trip to the Naboo Temple and The Audience with Boss Nass"  – 4:07
7. "The Arrival at Tatooine and The Flag Parade"  – 4:04
8. "He Is the Chosen One"  – 3:53
9. "Anakin Defeats Sebulba"  – 4:24
10. "Passage Through the Planet Core"  – 4:40
11. "Watto's Deal and Kids at Play"  – 4:57
12. "Panaka and the Queen's Protectors"  – 3:24
13. "Queen Amidala and The Naboo Palace"  – 4:51
14. "The Droid Invasion and The Appearance of Darth Maul"  – 5:14
15. "Qui-Gon's Noble End"  – 3:48
16. "The High Council Meeting and Qui-Gon's Funeral"  – 3:09
17. "Augie's Great Municipal Band and End Credits"  – 9:37

Totaal : 74:23

## Hitnoteringen

### NPO Klassiek Filmmuziek Top 200
| Als Star Wars in de NPO Klassiek Filmmuziek Top 200 | Als Star Wars in de NPO Klassiek Filmmuziek Top 200 | Als Star Wars in de NPO Klassiek Filmmuziek Top 200 | Als Star Wars in de NPO Klassiek Filmmuziek Top 200 | Als Star Wars in de NPO Klassiek Filmmuziek Top 200 | Als Star Wars in de NPO Klassiek Filmmuziek Top 200 | Als Star Wars in de NPO Klassiek Filmmuziek Top 200 | Als Star Wars in de NPO Klassiek Filmmuziek Top 200 | Als Star Wars in de NPO Klassiek Filmmuziek Top 200 | Als Star Wars in de NPO Klassiek Filmmuziek Top 200 | Als Star Wars in de NPO Klassiek Filmmuziek Top 200 |
| Jaar                                                | 2016                                                | 2017                                                | 2018                                                | 2019                                                | 2020                                                | 2021                                                | 2022                                                | 2023                                                | 2024                                                | 2025                                                |
| --------------------------------------------------- | --------------------------------------------------- | --------------------------------------------------- | --------------------------------------------------- | --------------------------------------------------- | --------------------------------------------------- | --------------------------------------------------- | --------------------------------------------------- | --------------------------------------------------- | --------------------------------------------------- | --------------------------------------------------- |
| Positie                                             | 18                                                  | 5                                                   | 3                                                   | 3                                                   | 3                                                   | 5                                                   | 3                                                   | 5                                                   | 7                                                   | 6                                                   |